# 1338

## Události

### Neznámého data
- Stoletá válka: Ludvík IV. Bavor jmenoval Eduarda III. generálním vikářem Svaté říše římské. Ludvík Bavor podle koblenzských dohod podporoval Eduardovy nároky na francouzský trůn.
- Filip Vi. Valois obléhal Guyenne v jihozápadní Francii.
- francouzské loďstvo se vylodilo a napadlo Portsmouth
- v Gentu vypuklo lidové povstání
- Takaudžimu Ašikagovi byl císařem udělen titul šógun, tím začíná epocha Ašikagského šógunátu.
- Nikomédie byla dobyta osmanskými Turky.
- zřízení staroměstské radnice v Praze – první v Čechách
- poslední zprávy o Petru Žitavském
- židovský pogrom v Pulkau
- v Rakousku obrovský nálet kobylek

### Probíhající události
- 1337–1453 – Stoletá válka

## Vědy a umění
- Petr Žitavský napsal poslední záznam a tedy dokončil Zbraslavskou kroniku

## Narození
- 21. ledna – Karel V. Moudrý, francouzský král z dynastie Valois († 16. září 1380)
- 3. února – Johana Bourbonská, francouzská královna jako manželka Karla V. († 6. února 1378)
- 5. října – Alexios III. Trapezuntský, vládce Trapezuntského císařství († 1390)
- 29. listopadu – Lionel z Antverp, anglický královský syn, vévoda z Clarence, hrabě z Ulsteru († 7. října 1368)
- Muhammed V. Granadský, emír Granady († 1391)

## Úmrtí
- 24. dubna – Theodore I. z Montferratu, byzantský princ (* asi 1270)
- 6. května – Alžběta Arpádovna, dcera posledního uherského krále Ondřeje III. (* 1292)
- 23. května – Alice z Warenne, anglická šlechtična a dědička hrabství Surrey (* 15. června 1287)
- červenec – Muhammad Chán, perský monarcha (* ?)
- 4. srpna – Tomáš z Brothertonu, 1. earl z Norfolku, anglický princ (* 1300)
- 22. srpna – Vilém II. Aténský, vévoda aténský (* 1312)
- 3. září – Anna Lucemburská, rakouská, štýrská a korutanská vévodkyně (* 27. března 1323)
- Alfonso Fadrique, sicilský šlechtic, regent Athénského vévodství (* okolo 1290)
- Awhadi z Maraghehu, perský básník (* 1271)
- Marino Sanuto starší, benátský státník a zeměpisec (* asi 1260)
- Nitta Jošisada, japonský samuraj (* 1301)

## Hlava státu
- České království – Jan Lucemburský
- Moravské markrabství – Karel IV.
- Svatá říše římská – Ludvík IV. Bavor
- Papež – Benedikt XII.
- Švédské království – Magnus II. Eriksson
- Norské království – Magnus VII. Eriksson
- Dánské království – bezvládí
- Anglické království – Eduard III.
- Francouzské království – Filip VI. Valois
- Aragonské království – Pedro IV.
- Kastilské království – Alfons XI. Spravedlivý
- Portugalské království – Alfons IV. Statečný
- Polské království – Kazimír III. Veliký
- Uherské království – Karel I. Robert
- Byzantská říše – Andronikos III. Palaiologos